# Bo Holmqvist
Bo Nils Göran Holmqvist, född 1 augusti 1931 i Södertälje, död 16 november 2022, var en svensk journalist som framför allt var känd som nyhetsjournalist på TV.
Holmqvist tog studentexamen 1950, var anställd vid Dagens Nyheter 1952–1957, och anställd vid  Sveriges Radio 1957–1962, under 1962 verksam som redaktionschef för Röster i radio-TV. År 1963 var han andreredaktör vid Aftonbladet. Han var anställd vid Sveriges Television och verksam vid Aktuellt 1964–1970 och var därefter utrikeschef för TV 2 1971–1973 samt utrikeskorrespondent i USA 1973–1976. Han ledde programmet Utrikes affärer i TV 2 1977–1982, var TV-korrespondent i London 1982–1986 och var utrikesredaktör och programledare för  Rapport i TV 2 från 1986 till sin pensionering 1996.
Holmqvist medverkade i Jan Myrdals film Myglaren. Han medverkade också som sig själv i avsnitt 2 av TV-serien S*M*A*S*H.